# Trokanovo
Trokanovo este o arie protejată (arie specială de conservare — SAC, sit de importanță comunitară — SCI) din Slovacia întinsă pe o suprafață de 8,08 ha, integral pe uscat.

## Localizare
Centrul sitului Trokanovo este situat la coordonatele 49°05′44″N 18°09′19″E / 49.095636°N 18.155155°E.

## Înființare
Situl Trokanovo a fost declarat sit de importanță comunitară în septembrie 2015 pentru a proteja 2 specii de animale. Situl a fost protejat și ca arie specială de conservare în octombrie 2017.

## Biodiversitate
Situată în ecoregiunea alpină, aria protejată conține 1 habitat natural: Fânețe de joasă altitudine (Alopecurus pratensis, Sanguisorba officinalis).
La baza desemnării sitului se află mai multe specii protejate de  nevertebrate (2): Euplagia quadripunctaria, fluturele purpuriu (Lycaena dispar).